# 荷苞山
荷苞山，因其山形似含苞的荷花而得其名，海拔265公尺，位於雲林縣古坑鄉，山頂有三等三角點272號基石，可往西北眺望斗六市區等地。登山可以選擇從慈龍宮（149甲5.5K）或地母廟（149甲7K）兩處登山口起登。
山腳有桐花公園，每年四月會舉行客家桐花祭與相關活動。
- 荷苞山登山步道 （页面存档备份，存于）